# Campionato del mondo d'illusionismo 2000
La ventunesima edizione dei Campionati del mondo d'illusionismo si è svolta tra il 3 e l'8 luglio 2000 a Lisbona, in Portogallo

## Vincitori

### Grand Prix
| Nome                        | Nazione     |
| --------------------------- | ----------- |
| Scott the Magician & Muriel | Paesi Bassi |

### Manipulation
| Posizione | Nome           | Nazione  |
| --------- | -------------- | -------- |
| 1         | Kenji Minemura | Giappone |
| 2         | Norbert Ferré  | Francia  |
| 3         | Eduardo        | Brasile  |

### General Magic
| Posizione | Nome            | Nazione     |
| --------- | --------------- | ----------- |
| 1         | Mask            | Francia     |
| 2         | Yumi            | Giappone    |
| 2         | Roxanne         | Germania    |
| 3         | George Saterial | Stati Uniti |

### Invention
| Posizione | Nome              | Nazione   |
| --------- | ----------------- | --------- |
| 1         | Michael Ross      | Francia   |
| 2         | Ariston           | Argentina |
| 3         | Kalle Hakkarainen | Finlandia |

### Micromagic
| Posizione | Nome          | Nazione   |
| --------- | ------------- | --------- |
| 1         | Simo Aalto    | Finlandia |
| 2         | Manuel Muerte | Germania  |
| 3         | Gery          | Austria   |

### Close-up Card
| Posizione | Nome                | Nazione     |
| --------- | ------------------- | ----------- |
| 1         | Henry Evans         | Argentina   |
| 2         | Mago Migue          | Spagna      |
| 3         | Thomas Fraps&Gaston | Germania    |
| 3         | Gregory Wilson      | Stati Uniti |

### Comedy
| Posizione | Nome         | Nazione     |
| --------- | ------------ | ----------- |
| 1         | -            | -           |
| 2         | Die Zauderer | Germania    |
| 3         | The Maestro  | Stati Uniti |

### Stage Illusions
| Posizione | Nome                   | Nazione  |
| --------- | ---------------------- | -------- |
| 1         | der “Hexer”            | Germania |
| 2         | Yunke                  | Spagna   |
| 3         | Zauberteam Flick-Flack | Germania |

### Mentalism
| Posizione | Nome                   | Nazione  |
| --------- | ---------------------- | -------- |
| 1         | -                      | -        |
| 2         | Luis Boyano & Isabella | Spagna   |
| 3         | Nicolai Friedrich      | Germania |

## Medagliere
| Pos. | Nazione     | Oro | Argento | Bronzo | Totale |
| ---- | ----------- | --- | ------- | ------ | ------ |
| 1    | Germania    | 2   | 3       | 3      | 8      |
| 2    | Francia     | 2   | 1       | 0      | 3      |
| 3    | Argentina   | 1   | 1       | 0      | 2      |
| 3    | Giappone    | 1   | 1       | 0      | 2      |
| 5    | Finlandia   | 1   | 0       | 1      | 2      |
| 5    | Spagna      | 0   | 2       | 0      | 2      |
| 7    | Stati Uniti | 0   | 0       | 3      | 3      |
| 8    | Paesi Bassi | 1   | 0       | 0      | 1      |
| 9    | Brasile     | 0   | 0       | 1      | 1      |
| 9    | Austria     | 0   | 0       | 1      | 1      |